# Operation Indeks
Die Operation Indeks war eine Operation der Staatsanwaltschaft in Kroatien gegen Personen der Universität Zagreb, die am 18. und 19. September 2008 mit Hilfe der Korruptionsbekämpfungs-Sonderbehörde USKOK durchgeführt wurde. Der Zweck der Operation bestand darin, hinreichende Beweismittel sicherzustellen und Personen festzunehmen, die in großem Umfang der Korruption an der Universität verdächtigt wurden. 

## Vorbereitungen der Operation
Entsprechend einem begründeten Anfangsverdacht wurden schon etwa seit Herbst 2007 die Telefone der Universität abgehört und belastende Gespräche festgestellt, die die Korruption bei vier Instituten bezüglich der Prüfungen und der Examen aufzeigten. Diese Feststellung traf der Innenminister von Kroatien Berislav Rončević. Die Operation stand unter der Aufsicht des kroatischen Generalstaatsanwalts Mladen Bajić. Bei der Operation wurden mehr als 300 Polizisten und Kräfte von USKOK eingesetzt. Das zuständige Gericht in Zagreb stand mit den Richtern Vanda Senta, Ratko Scekic und Zdenko Posavec bereit, um die Festgenommenen einer ersten richterlichen Befragung zu unterziehen.

## Ermittlungen an der Universität
An vier Fakultäten wurden von den Polizisten insgesamt 105 Personen festgenommen, wobei gegen 67 Verdächtige am Montag, dem 22. September 2008, eine Einleitung eines Strafverfahrens beantragt wurde. Unter den Festgenommenen befanden sich 21 Professoren und drei Assistenten. Die prominenteste Festnahme war die Professorin für Handelsrecht Desa Mlikotin Tomić, die den Ausschuss gegen Korruption im kroatischen Parlament leitete. Insgesamt wurden 31 Einrichtungen der Universität, 66 Wohnungen, 43 Fahrzeuge und sieben Büros durchsucht. Beschlagnahmt wurden Zeugnisse für Diplome, Prüfungsarbeiten und Hunderte von Zeugnissen für Prüfungen. Man stelle 57 Computer, zwei Gewehre und 100 Schuss Munition sicher. Auch ein Betrag von 80 000 Euro wurde vorläufig eingezogen.

## Beschuldigungen
Die Beschuldigten wurden in drei Gruppen aufgeteilt:
- Mediatoren, die als Vermittler gegen eine Provision den Betrug für Prüfungen, Examen und Diplome für Studenten und andere organisierten
- Angehörige der Fakultät für Ökonomie
- Angehörige der Fakultät für Transportwissenschaft

Den 61 Festgenommenen wurde die Vermittlung von Studienplätzen gegen Bezahlung, den Betrug bei Aufnahmeprüfungen, die Ausstellung von gefälschten Prüfungszeugnissen und gefälschten Diplomen vorgeworfen. Der prominenteste Beschuldigte ist der ehemalige General und Vize-Verteidigungsminister Vladimir Zagorec, dem es innerhalb einer Woche auf diese Weise gelungen sein soll, vier Prüfungen an der Universität zu bestehen.

## Folgen und politisches Umfeld
Nach Aussage des zuständigen Ministers der kroatischen Regierung, Dragan Primorac, sollen alle auf betrügerische Weise erlangten Diplome aberkannt werden. Aleksa Bjeliš als der amtsführende Rektor der Universität kündigte an, man werde prüfen, ob nicht einige Fakultäten der Universität geschlossen werden sollten. In diesem Zusammenhang ermahnte der Präsident der EU José Manuel Barroso Kroatien, die Anstrengungen im Kampf gegen die Korruption zu erhöhen, um eine reibungslose Aufnahme in die EU zu ermöglichen. Daraufhin wurde der Chef der Polizei und sein Stellvertreter in Kroatien sowie der Polizeichef von Zagreb aus ihren Ämtern abgelöst.